# Commodore PET 200
Commodore PET 200 (PET 200) је професионални рачунар, производ фирме Комодор (Commodore) који је почео да се израђује у Сједињеним Америчким Државама током 1979. године.
Користио је MOS 6502 као централни микропроцесор а RAM меморија рачунара PET 200 је имала капацитет од 32 KB. Оперативни систем базиран је у ROM-у.

## Детаљни подаци
Детаљнији подаци о рачунару PET 200 су дати у табели испод.
|                       |                                                                        |
| [ 1 ]                 |                                                                        |
| Произвођач            | Комодор                                                                |
| Тип                   | професионални рачунар                                                  |
| Меморија              | 32 KB                                                                  |
| Поријекло             | Сједињене Америчке Државе                                              |
| Година                | 1979                                                                   |
| Тастатура             | пуни помак тастера, 73 тастера                                         |
| Процесор              |                                                                        |
| Фреквенција процесора | 1                                                                      |
| RAM                   | 32 KB                                                                  |
| ROM                   | 18 KB                                                                  |
| Текст                 | 80 знакова x 25 линија - 12-инчни уграђени монитор са зеленим приказом |
| Графика               | нема (128 графичких знакова)                                           |
| Боја                  | једна боја                                                             |
| Звук                  | унутрашњи звучник?                                                     |
| Димензије             | непознато                                                              |
| Портови               |                                                                        |
| Оперативни систем     | у                                                                      |